# Villa Cicogna
Villa Cicogna o, più propriamente, Villa Boncompagni alla Cicogna, è una residenza cinquecentesca situata a San Lazzaro di Savena, nella frazione de La Cicogna, nella città metropolitana di Bologna.
È considerata dalla critica uno degli ultimi lavori dell'architetto Jacopo Barozzi, anche se solo ufficiosamente, a causa della sua morte nel 1573. Il progetto iniziale prevedeva un secondo piano, mai realizzato.

## Storia
L'edificio fu commissionato dal marchese Giacomo Boncompagni, figlio legittimato di Ugo Boncompagni (quest'ultimo salito al soglio pontificio nel 1572, con il nome di Gregorio XIII).
Nel seicento la proprietà (sino a qui inutilizzata) passò alla famiglia fiorentina dei Falconieri e nel 1743 ai Principi Colonna e da questi, per matrimonio ai Pepoli.
Eleonora Colonna (moglie del conte Sicinio Pepoli) fece sottoporre a restauro la tenuta, riordinandone anche la cappella, disponendo affinché venissero realizzati stucchi e affreschi per la loggia e le sale; commissionò le decorazioni al paesaggista Carlo Lodi e al figurista Antonio Rossi, i quali, attraverso la collaborazione con Giuseppe Buratti e Tertulliano Tarroni, completarono quaranta tempere a muro a favore delle undici sale interne. Tali affreschi, nel corso degli anni furono sottoposti a rimozione e finirono in parte perduti.
Per una decina d'anni, nell'ottocento, il politico Gioacchino Napoleone Pepoli fu il proprietario di Villa Cicogna.
Vari passaggi di proprietà si susseguirono nel tempo: subentra la famiglia Paleotti, quindi gli Aldrovandi, Candida Cremonini (vedova Ferretti), nel 1883, e l'industriale di Crevalcore Gaetano Barbieri, nel 1920; negli anni ottanta, la tenuta venne rilevata dalla società "Villa Cicogna", che commissionò al pittore Ubaldo Della Volpe il ripristino degli spazi rimasti vuoti per via delle antiche tempere asportate.
La proprietà della villa e della tenuta circostante passò nel 1987 alla società Belchi '86 srl, che l'acquistò da un'altra società, la Nanta srl. La Belchi '86 richiese e ottenne dal Comune il permesso di costruire su parte della tenuta un complesso alberghiero e congressuale, realizzato fra il 2005 e il 2008. Come da convenzione, la Belchi '86 cedette al Comune nel 2010 12 ettari di parco, incluso un percorso ciclo-pedonale realizzato lungo il tratto perimetrale della tenuta. La Belchi '86 srl andò in fallimento nel 2011 a seguito dell'arresto per frode fiscale dell'imprenditore laziale Raffaele di Mario, il cui gruppo DIMAFin aveva rilevato la società nel 2005.
Dal 2012 la residenza e il complesso alberghiero circostante appartengono al gruppo finanziario Unipol, il quale ha mantenuto la destinazione d'uso delle titolarità recenti. Dal 2016 il gruppo assicurativo dedica Villa Cicogna ad attività di formazione per dipendenti, agenti e stakeholder.

## Descrizione
L'accesso storico alla villa si trova lungo la via Emilia, in fondo a un lungo viale di tigli e immersa in un parco di 27 ettari. Il piano terra, nonché l'unico piano della villa, presenta in facciata un grande pronao a sette archi a tutto sesto, con alle estremità due nicchie contenenti statue.
All'interno si trovano le tempere a parete superstiti realizzate da Carlo Lodi e Antonio Rossi, in collaborazione con Giuseppe Buratti e Tertulliano Tarroni. I soggetti rappresentati riguardano episodi biblici (Storie di Mosè), mitologici (con la Storia di Telemaco, ispirata al romanzo Les aventures de Télémaque del filosofo francese Fénelon) e vicende belliche europee del periodo del settecento.